# Copa Colsanitas 2023
Copa Colsanitas 2023, oficiálně Copa Colsanitas presentada por Zurich, byl tenisový turnaj hraný na ženském profesionálním okruhu WTA Tour v usaquénském Country Clubu. Dvacátý pátý ročník Copa Colsanitas probíhal mezi 3. až 9. dubnem 2023 v kolumbijském metropoli Bogotě na otevřených antukových dvorcích.
Turnaj dotovaný 259 303 dolary patřil do kategorie WTA 250. Nejvýše nasazenou hráčkou ve dvouhře se stala dvacátá devátá tenistka světa Elise Mertensová z Belgie, kterou na úvod vyřadila Švédka Mirjam Björklundová. V důsledku invaze Ruska na Ukrajinu na konci února 2022 řídící organizace tenisu ATP, WTA a ITF s grandslamy rozhodly, že ruští a běloruští tenisté mohli dále na okruzích startovat, ale do odvolání nikoli pod vlajkami Ruska a Běloruska.
Třetí singlový titul na okruhu WTA Tour vybojovala 35letá Němka Tatjana Mariová, která obhájila trofej z předchozího ročníku. Čtyřhru ovládly Irina Chromačovová s Irynou Šymanovičovou, které si odvezly první společný titul.

## Rozdělení bodů
| Soutěž  | vítězky | finalistky | semifinalistky | čtvrtfinalistky | 16 v kole | 32 v kole | Q  | Q2 | Q1 |
| ------- | ------- | ---------- | -------------- | --------------- | --------- | --------- | -- | -- | -- |
| dvouhra | 280     | 180        | 110            | 60              | 30        | 1         | 18 | 12 | 1  |
| čtyřhra | 280     | 180        | 110            | 60              | 1         | —         | —  | —  | —  |

### Finanční odměny
| Soutěž                                | vítězky  | finalistky | semifinalistky | čtvrtfinalistky | 16 v kole | 32 v kole | Q2      | Q1      |
| ------------------------------------- | -------- | ---------- | -------------- | --------------- | --------- | --------- | ------- | ------- |
| dvouhra                               | 34 228 $ | 20 226 $   | 11 276 $       | 6 418 $         | 3 920 $   | 2 804 $   | 2 075 $ | 1 340 $ |
| čtyřhra                               | 12 477 $ | 7 000 $    | 4 020 $        | 2 400 $         | 1 848 $   | —         | —       | —       |
| částky ve čtyřhře jsou uváděny na pár |          |            |                |                 |           |           |         |         |

## Ženská dvouhra

### Nasazení
| Stát                           | Hráčka                    | WTA  | Nasazení |
| ------------------------------ | ------------------------- | ---- | -------- |
| Belgie                         | Elise Mertensová          | 39.  | 1.       |
| Německo                        | Tatjana Mariová           | 65.  | 2.       |
| Španělsko                      | Nuria Párrizasová Díazová | 88.  | 3.       |
|                                | Kamilla Rachimovová       | 92.  | 4.       |
| Itálie                         | Sara Erraniová            | 99.  | 5.       |
| Brazílie                       | Laura Pigossiová          | 102. | 6.       |
| Španělsko                      | Sara Sorribesová Tormová  | 106. | 7.       |
| Argentina                      | Nadia Podoroská           | 107. | 8.       |
| Žebříček WTA k 20. březnu 2023 |                           |      |          |

### Jiné formy účasti
Následující hráčky obdržely divokou kartu do hlavní soutěže:
- Emiliana Arangová
- Eugenie Bouchardová
- Antonia Samudiová

Následující hráčka nastoupila pod žebříčkovou ochranou:
- Francesca Jonesová

Následující hráčky postoupily z kvalifikace:
- Carolina Alvesová
- Nuria Brancacciová
- Sinja Krausová
- Natalija Stevanovićová
- Harmony Tanová
- Rosa Vicensová Masová

### Odhlášení
před zahájením turnaje
- Kateryna Baindlová → nahradila ji  María Carléová
- Léolia Jeanjeanová → nahradila ji  Carol Zhaová
- Kaja Juvanová → nahradila ji  Katrina Scottová
- Eva Lysová → nahradila ji  Aliona Bolsovová
- Rebecca Petersonová → nahradila ji  Despina Papamichailová
- Camila Osoriová → nahradila ji  Mirjam Björklundová
- Lucrezia Stefaniniová → nahradila ji  Francesca Jonesová

## Ženská čtyřhra

### Nasazení
| Stát                                                                       | Hráčka                | Stát             | Hráčka               | WTA  | Nasazení |
| -------------------------------------------------------------------------- | --------------------- | ---------------- | -------------------- | ---- | -------- |
| Gruzie                                                                     | Natela Dzalamidzeová  |                  | Kamilla Rachimovová  | 153. | 1.       |
| USA                                                                        | Kaitlyn Christianová  | USA              | Sabrina Santamariová | 168. | 2.       |
| Španělsko                                                                  | Aliona Bolsovová      | Venezuela        | Andrea Gámizová      | 171. | 3.       |
| Austrálie                                                                  | Olivia Tjandramuliová | Čínská Tchaj-pej | Wu Fang-sien         | 200. | 4.       |
| Žebříček WTA k 20. březnu 2023; číslo je součtem umístění obou členek páru |                       |                  |                      |      |          |

### Jiné formy účasti
Následující páry obdržely divokou kartu do hlavní soutěže:
- Emiliana Arangová /  María Herazová Gonzálezová
- Irina Baraová /  Sara Erraniová

### Odhlášení
před zahájením turnaje
- Dalila Jakupovićová /  Rosalie van der Hoeková → nahradily je  Dalila Jakupovićová /  Despina Papamichailová

## Přehled finále

### Ženská dvouhra
- Tatjana Mariová vs.  Peyton Stearnsová, 6–3, 2–6, 6–4

### Ženská čtyřhra
- Irina Chromačovová /   Iryna Šymanovičová vs.  Oxana Kalašnikovová /  Katarzyna Piterová, 6–1, 3–6, [10–6]